# Leptaulus citrioides
Leptaulus citrioides är en järneksväxtart som beskrevs av Henri Ernest Baillon. Leptaulus citrioides ingår i släktet Leptaulus och familjen Cardiopteridaceae. Inga underarter finns listade i Catalogue of Life.